# Bolesław Bonin
Bolesław Bonin (ur. 19 sierpnia 1925 w Bydgoszczy, zm. 11 grudnia 1983 w Zalesiu) – polski żużlowiec.

## Życiorys
Sport motocyklowy, a następnie żużlowy, zaczął uprawiać w barwach klubu Polonia Bydgoszcz po zakończeniu II wojny światowej. Już w pierwszym sezonie startów na motocyklach przystosowanych, w 1946 r., dał się poznać jako bardzo utalentowany zawodnik. Jego jazda, widowiskowa i odważna, ale i często na pograniczu ryzyka, zjednała mu liczne rzesze sympatyków w rodzinnym mieście. Niejednokrotnie był noszony na rękach po zakończonych meczach, był również rozpoznawany poza stadionem, wszędzie spotykając się z życzliwością kibiców, którym odwdzięczał się skuteczną postawą na torze.
W 1948 r. po raz pierwszy rozegrano w Polsce rozgrywki o drużynowe mistrzostwo kraju. W sezonie tym bydgoski zespół nie zdołał awansować do I ligi, a w II lidze zajął 3. miejsce. Bolesław Bonin wystąpił w trzech trójmeczach, zdobywając 23 punkty w 9 biegach. W tym samym roku po raz pierwszy otrzymał powołanie do kadry narodowej na mecz z Czechosłowacją, jednak w samych zawodach nie uczestniczył. W 1949 r. Polonia została przejęta przez milicyjny klub Gwardia Bydgoszcz. Bonin wstąpił do milicji, otrzymując w późniejszym okresie stopień oficerski. W 1949 i 1950 r. Gwardia uczestniczyła w rozgrywkach II ligi, a po reorganizacji w 1951 r. – w rozgrywkach I-ligowych. Bolesław Bonin był już wówczas, obok Zbigniewa Raniszewskiego, jednym z liderów klubu. W tym też sezonie zdobył pierwszy w karierze – srebrny – medal drużynowych mistrzostw Polski. W kolejnych latach zdobył jeszcze pięć medali DMP: srebrny (1953) oraz cztery brązowe (1956, 1957, 1960, 1961).
W 1951 r. zadebiutował w finale indywidualnych mistrzostw Polski, zajmując we Wrocławiu VII miejsce. W następnym roku w finałowym turnieju (również we Wrocławiu) zajął V miejsce, natomiast w 1953 r. odniósł największy sukces w karierze, zajmując w końcowej klasyfikacji II miejsce i zdobywając tytuł wicemistrza Polski. Czwarty i ostatni raz w finale IMP wystartował w 1958 r. w Rybniku, zajmując IX miejsce
Sukcesy odnosił również w turniejach indywidualnych: w 1951 r. zajął III miejsce, a w 1953 r. zwyciężył w rozegranych w Lesznie memoriałach Alfreda Smoczyka, natomiast w 1952 r. zajął I m. w Criterium Asów w Bydgoszczy. W 1959 r. jedyny raz w karierze wystąpił w eliminacjach indywidualnych mistrzostw świata, zajmując IX miejsce w ćwierćfinale kontynentalnym w jugosłowiańskim (dzisiaj słoweńskim) mieście Kranj.
W barwach Polonii Bydgoszcz startował aż do zakończenia kariery w 1962 roku. W następnych latach wciąż obecny był w środowisku żużlowym, zajmował się m.in. promowaniem tego sportu, a w 1968 r. przez jeden sezon był trenerem bydgoskiego zespołu.
Zginął tragicznie 11 grudnia 1983 r. w wypadku na przejeździe kolejowo-drogowym w Zalesiu koło Szubina, kiedy samochód, którym wracał z nocnego polowania, zderzył się z nadjeżdżającym pociągiem.